# Heimo-atelier
Heimo-atelier, Heimowerkplaats of Maastrichts beeldhouwersatelier zijn voorlopige aanduidingen (noodnamen) voor een twaalfde-eeuws atelier van steenbeeldhouwers, dat vermoedelijk langere tijd gevestigd was in Maastricht. Aan het atelier worden belangrijke ensembles van romaanse beeldhouwkunst toegeschreven, onder andere in de Sint-Servaas- en Onze-Lieve-Vrouwebasiliek, beide te Maastricht, de Abdijkerk Rolduc, de Pieterskerk te Utrecht, de Sint-Clemenskerk te Schwarzrheindorf en de Wartburg te Eisenach. Het werk van het Heimo-atelier wordt gezien als een van de hoogtepunten van de Maaslandse kunst in de hoge middeleeuwen.

## De persoon Heimo
De naam Heimo wordt vermeld op een figuratief kapiteel in de kooromgang van de Onze-Lieve-Vrouwebasiliek in Maastricht. Het aan vier zijden gebeeldhouwde kapiteel toont aan de voorzijde (gericht naar het priesterkoor) een geknielde man die een gebeeldhouwd kapiteel aanbiedt aan de maagd Maria. De namen van de afgebeelde personen staan op de bovenrand van het kapiteel vermeld: S.MARIA (= Sancta Maria, ofwel heilige Maria) en HEIMO. De naam Heimo (Haimo, Aymon) was in de twaalfde eeuw wijdverbreid in onder andere Italië, Frankrijk en Duitsland. Over de identiteit van deze Heimo is niets met zekerheid bekend. Wel is duidelijk dat hij een belangrijke rol speelde bij de totstandkoming van de bouwsculptuur van het twaalfde-eeuwse koor van de kerk, mogelijk als opdrachtgever/bouwheer, als sponsor of als uitvoerend of toezichthoudend bouwmeester/kunstenaar.
De eerstgenoemde mogelijkheid (opdrachtgever) is zo goed als uitgesloten, omdat namen van mogelijke opdrachtgevers voor de bouw van het oostkoor bekend zijn en daar is geen Heimo bij. De Onze-Lieve-Vrouwekerk was een kapittelkerk en de opdracht voor een dergelijke grootschalige bouwcampagne zou alleen gegeven kunnen worden door de proost van het kapittel, eventueel in samenspraak met de deken van het kapittel, de proost van Sint-Lambertus in Luik (het 'moederkapittel') en de bisschop van Luik. De vermoedelijke opdrachtgever van deze bouwfase was Hendrik van Leyen, proost van zowel Onze-Lieve-Vrouwe als Sint-Lambertus, en vanaf 1145 bisschop van Luik.
Diverse auteurs hebben vastgesteld dat de kleding van Heimo – een niet-geestelijk tuniek en mantel – duiden op een wereldlijk persoon, die geen werkman is. Een werkman, ook een steenbeeldhouwer of bouwmeester, zou duidelijk herkenbaar zijn aan zijn werkmanskleding en werktuigen. Zie onder andere de afbeelding hiernaast van steenbeeldhouwers ("operarii"), zoals afgebeeld op een kapiteel in het westwerk van de Sint-Servaasbasiliek. Daarmee zou alleen de tweede optie overblijven, een sponsor. Een mogelijke kandidaat zou de verder onbekende Heimo kunnen zijn die in 1148 vijftien morgen land in Desdorf (bij Paffendorf) schenkt aan de Abdij Rolduc.
De identificatie van Heimo met de bouwmeester en/of steenbeeldhouwer gaat ten minste terug tot de negentiende eeuw. In de middeleeuwen was het in het algemeen ongebruikelijk dat kunstenaars hun werk signeerden. In Italië was dat wel al vrij vroeg de gewoonte, ook voor beeldhouwers. Tot de bekendste Italiaanse steenbeeldhouwers uit de eerste helft van de twaalfde eeuw behoorden Wiligelmo en Nicolaus, wier namen meermaals vermeld worden, soms ook ter meerdere eer en glorie van de stad die zich hun emplooi kon permitteren. Als in Maastricht inderdaad een uit Italië afkomstig of in dat land opgeleid atelier werkzaam was, zoals tegenwoordig wordt aangenomen, is het niet verwonderlijk dat hun voorman of opleider zichzelf liet vereeuwigen op een werkstuk uit de eigen werkplaats. De vermelding van de naam van een beroemd kunstenaar als Heimo zou in dat geval tevens afstralen op de opdrachtgever, op het kapittel van Onze-Lieve-Vrouwe en op de hele stad Maastricht.

## Het 'Maastrichtse' atelier

### Historiografie
Al in het begin van de twintigste eeuw werd door een aantal Duitse kunsthistorici opgemerkt dat er overeenkomsten bestonden tussen het romaanse beeldhouwwerk van de Wartburg in Eisenach en dat van de Sint-Clemenskerk in Schwarzrheindorf bij Bonn. Een relatie tussen die twee op grote afstand van elkaar gelegen bouwwerken lag niet voor de hand. De eerste die een verband zag met de bouwsculptuur in de twee voormalige kapittelkerken van Maastricht, was A.H. Diepen in 1931. Anderen merkten overeenkomsten op met beeldhouwwerk in onder andere Borgloon, Luik, Tongeren, Sint Odiliënberg, Utrecht, Rolduc en Aken-Burtscheid. Pas door het onderzoek van de Nederlandse kunsthistorica Elizabeth den Hartog ontstond het idee van een groot steenbeeldhouwersatelier, mogelijk (ten dele) bestaande uit Noord-Italianen, dat in al deze plaatsen opdrachten uitvoerde en dat gevestigd was in Maastricht. Achtereenvolgens verschenen van haar een Engelstalige, bewerkte uitgave van haar dissertatie (Romanesque Architecture and Sculpture in the Meuse Valley, 1992, 229 pp.), een eveneens Engelstalig en in opdracht van het Bonnefantenmuseum samengesteld overzicht van alle romaanse beeldhouwwerken in Maastricht en omgeving (Romanesque Sculpture in Maastricht, 2002, 573 pp.) en een Nederlandstalige, beknopte publieksuitgave daarvan, die tevens als catalogus bij een tentoonstelling in het Bonnefantenmuseum diende (De weg naar het paradijs. Romaans Maastricht in beeld, 2003, 180 pp.).

### Noord-Italiaanse wortels
Het 'Maastrichtse' steenhouwersatelier werd actief vanaf circa 1138, toen volgens de Annales Rodenses begonnen werd met de bouw van een deel van de abdijkerk Rolduc, waar enkele aan het atelier toegeschreven kapitelen werden geplaatst. Vermoedelijk werkte het atelier in dezelfde periode (1138-1143) aan het westwerk van de Sint-Servaaskerk in Maastricht, waar zich vergelijkbare kapitelen bevinden. Waar de beeldhouwers voordien werkzaam waren en waar ze vandaan kwamen is niet duidelijk. In het Maasland was in de elfde en vroege twaalfde eeuw nauwelijks sprake van een beeldhouwtraditie. Ook in het aangrenzende Rijnland, waar in deze periode vele kerken en kloosters gebouwd of verfraaid werden, was de sculptuurproductie lager dan in Maastricht en omgeving in de periode 1140-1170.
Al in 1970 wees de Italiaanse kunsthistorica Joselita Raspi Serra op de verwantschap tussen de Maastrichtse bouwsculptuur en die in Lombardije. Volgens haar kon het niet anders dat een Noord-Italiaans atelier in Maastricht werkzaam was geweest. Het idee werd door onder anderen Lex Bosman van de hand gewezen, vanwege gebrek aan overeenkomsten. Elizabeth den Hartog heeft het idee van Raspi Serra verder onderzocht en vond talloze aanwijzingen dat er bij het Maastrichtse atelier inderdaad sprake was van een sterke invloed vanuit Noord-Italië.

### Een Maastrichts atelier?

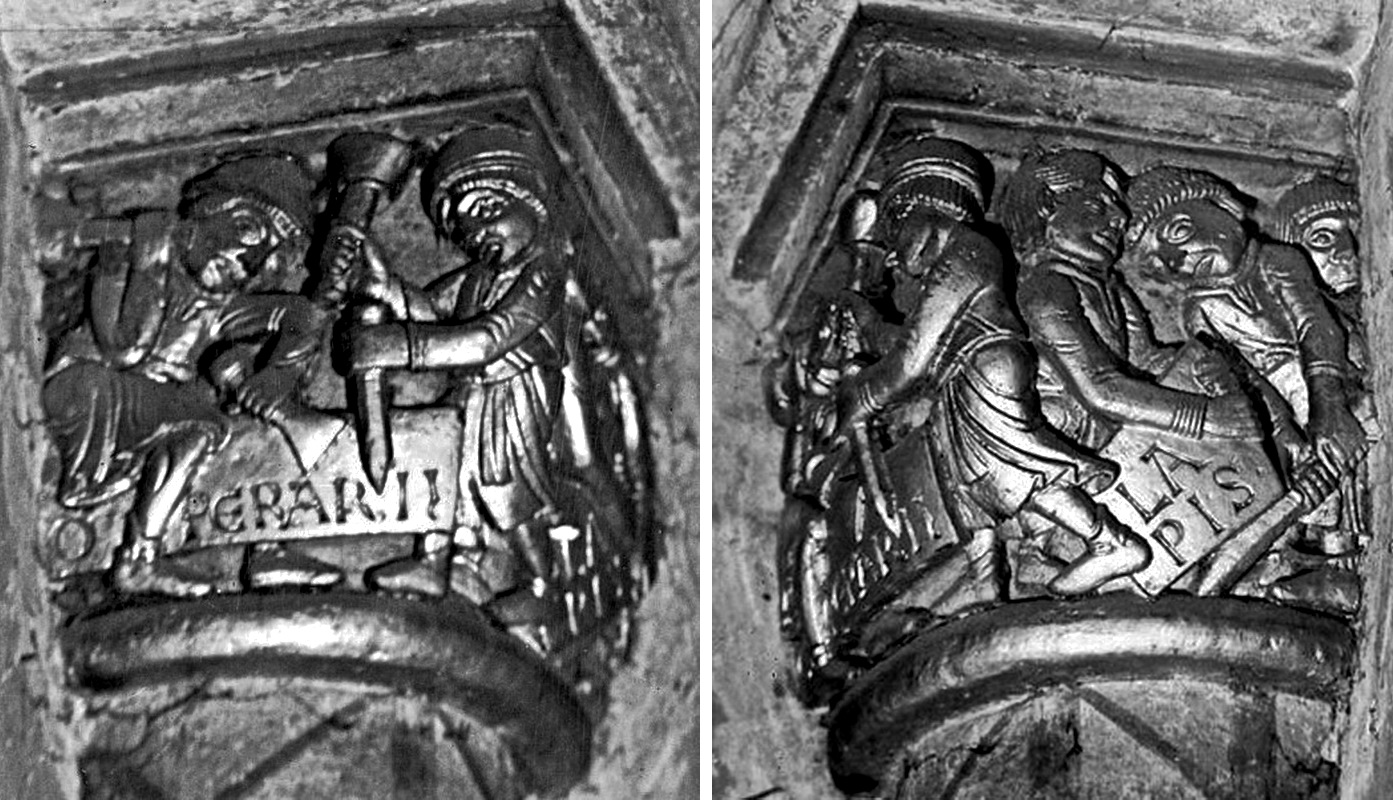
Montage van twee zijden van het hoekkapiteel in het westwerk van de Sint-Servaasbasiliek met vijf werklieden (operarii) van het Maastrichtse atelier aan het werk

Voor de stelling van Den Hartog dat het Maaslandse steenbeeldhouwersatelier, dat verantwoordelijk was voor de steensculptuur in een groot deel van het Prinsbisdom Luik en plaatsen vrij ver daar vandaan, zoals Utrecht, Schwarzrheindorf en Eisenach, in Maastricht gevestigd was, is geen onomstootbaar bewijs voorhanden. Omdat verreweg het meeste werk van dit beeldhouwersatelier bewaard bleef in Maastricht en Eisenach, wordt ervan uitgegaan dat het atelier langere tijd in Maastricht was gevestigd en daarna naar Eisenach is verhuisd. Den Hartog vermoedde dat de bouwsculptuur in plaatsen als Borgloon, Tongeren, Rolduc en Schwarzrheindorf in Maastricht is vervaardigd en daarna ter plaatse bij de bouw werd verwerkt. Zo kwam zij tot de slotsom dat gesproken kan worden van een Maastrichts atelier.
Hoe groot het atelier was is evenmin moeilijk vast te stellen. Op het eerder genoemde operarii-kapiteel zijn vijf werklieden afgebeeld, die aan twee blokken steen werken. Elizabeth den Hartog leidde daaruit af dat de steenbeeldhouwers in Maastricht in teamverband werkten. De enorme hoeveelheid aan het Heimo-atelier toegeschreven beeldhouwwerk wekt het vermoeden dat sprake was van een groot atelier, dat mogelijk opgesplitst in meerdere groepen (Timmers en Mekking spraken van "équipes") aan meerdere opdrachten tegelijkertijd werkte. Bosman zag geen reden om aan te nemen dat de kapitelen in de Sint-Servaas- en Onze-Lieve-Vrouwekerk in verschillende perioden tot stand zijn gekomen; de stijlverschillen zijn minimaal en kunnen worden toegeschreven aan verschillende werkwijzen van werklieden van een en hetzelfde atelier. Dat het atelier een behoorlijke omvang had, staat volgens hem vast.

### Een netwerk van opdrachtgevers

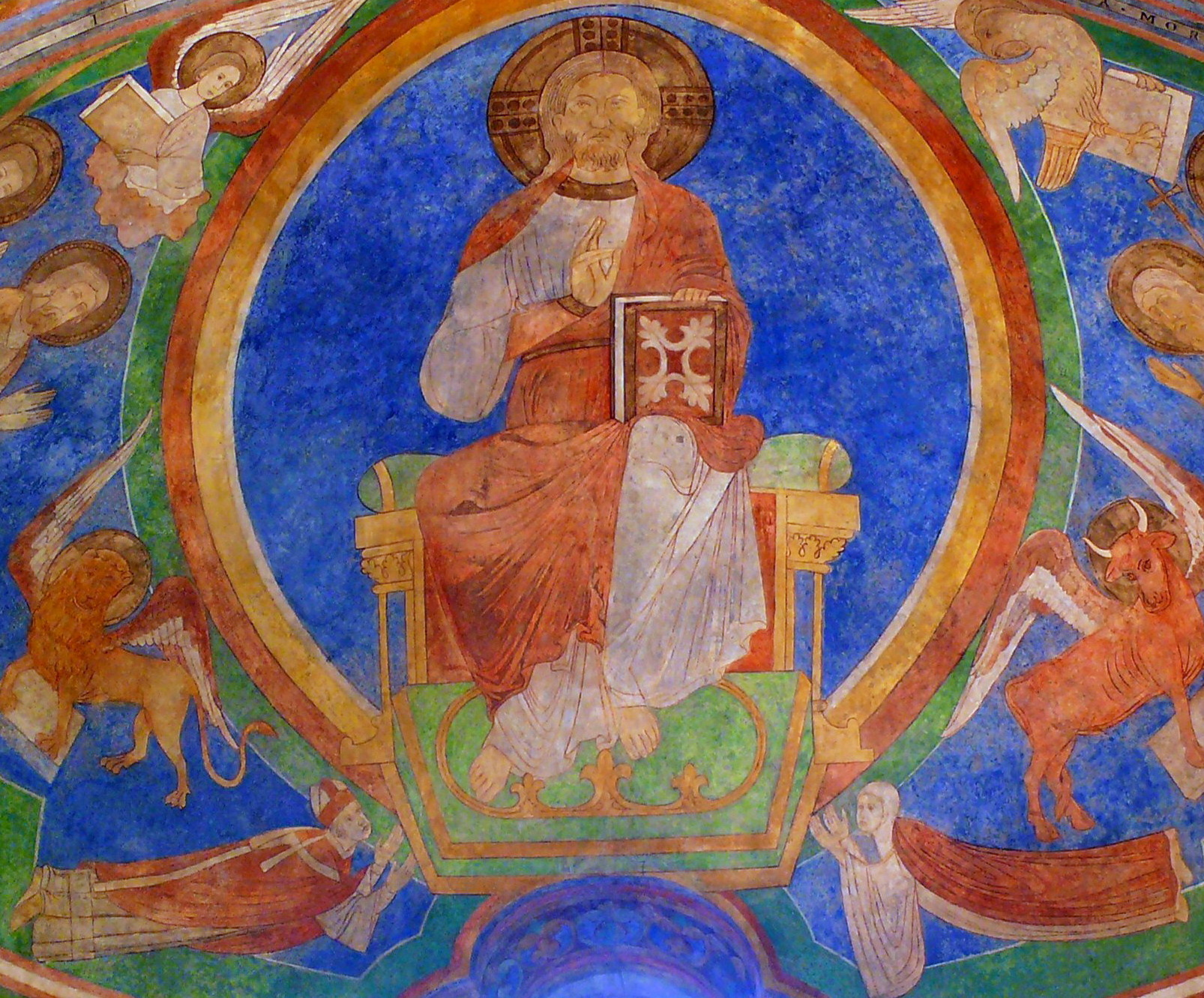
Wandschildering in de Sint-Clemenskerk (Schwarzrheindorf) met Arnold en Hedwig van Wied, uitgestrekt aan de voeten van Christus als wereldrechter (12e eeuw)

In veel gevallen kan de opdrachtgever van een bouw- en/of verfraaiingscampagne worden vastgesteld. Zo is het aannemelijk dat bij de bouw van de abdijkerk Rolduc de toenmalige abt Erpo (1141-1178), afkomstig uit Maastricht, verantwoordelijk was voor de keuze van bouwmeesters en beeldhouwers. Verantwoordelijk voor de verfraaiing van het westwerk van de Sint-Servaaskerk was waarschijnlijk Arnold van Wied, proost van Sint-Servaas (1138-1151), daarna aartsbisschop en keurvorst van Keulen (1151-1156). Van Wied was ook de bouwheer van de dubbelkapel in Schwarzrheindorf, terwijl zijn zuster Hedwig van Wied, als abdis van de stiften te Essen (±1154-1172) en Schwarzrheindorf (±1156-1172), het initiatief nam voor de verfraaiing van de stiftskerk van Essen. Als aartskanselier was Arnold van Wied tevens een van de trouwste medestanders van Koenraad III, rooms-koning (1138-1152), en diens opvolger Frederik I Barbarossa (1152-1190).
Andere vermoedelijke opdrachtgevers waren eveneens afkomstig uit de entourage van Koenraad III en Frederik Barbarossa: Lodewijk II, landgraaf van Thüringen (1140-1172) en bouwheer van de Wartburg; Hendrik van Leyen, proost van Onze-Lieve-Vrouwe te Maastricht (±1140-1145) en prins-bisschop van Luik (1145-1164), vermoedelijk bouwheer van beide Onze-Lieve-Vrouwekerken in Maastricht en Tongeren; en diens bondgenoot Lodewijk I, graaf van Loon (1139-1171), vermoedelijk opdrachtgever bij de herbouw van de kerk van Borgloon. Daarnaast stonden al deze geestelijke en wereldlijke machthebbers in nauw contact met leidende denkers uit die tijd, zoals Hildegard van Bingen, Anselm van Havelberg en Wibald van Stavelot, die allen sterk onder de invloed stonden van neo-augustijnse leer van Hugo van Sint-Victor.

### Verspreiding en chronologie
Een van de laatste grote opdrachten in Maastricht was vermoedelijk het geheel met beelden versierde Bergportaal in de Sint-Servaaskerk. Hier openbaart zich al de geleide overgang naar de gotische beeldhouwkunst. Alleen het centraal boven de ingang geplaatste timpaan en de twee binnenste archivolten vormen de "zwanenzang" van de Maaslandse (romaanse) beeldhouwkunst.
Opvallend is dat het Maastrichtse atelier weinig werk heeft nagelaten in de hoofdstad van het prinsbisdom Luik. Het lijkt erop dat daar een ander atelier werkzaam was, dat minder onder Italiaanse invloed stond. Datzelfde atelier zou eveneens verantwoordelijk kunnen zijn geweest voor beeldhouwwerk in de Abdij van Sint-Truiden, de Sint-Paulusabdij in Utrecht, de Abdij van Michaëlsberg in Siegburg en de Zwanenburcht in Kleef.

## Lijst van werken
Onderstaande lijst geeft een overzicht van de voornaamste nog bestaande sculpturen en sculptuurensembles die aan het Maastrichtse atelier worden toegeschreven. Niet opgenomen zijn individuele kapitelen en sculptuurfragmenten in bezit van het Bonnefantenmuseum in Maastricht, het Rijksmuseum Amsterdam, het Centraal Museum in Utrecht, het Grand Curtius in Luik en het lapidarium van de Sint-Baafsabdij in Gent.
| Periode         | Locatie                                                                                              | Opdrachtgever                                                  | Toeschrijving             | Omschrijving                                                       | Afbeelding      |
| --------------- | --- | -------------------------------------------------------------- | ------------------------- | ------------------------------------------------------------------ | --------------- |
| ca. 1138-1143   | Kerkrade, Abdijkerk Rolduc (crypte en kerkschip)                                                     | abt van Rolduc (Joannes / Erpo)                                | vrij zeker                | kapitelen en basementen                                            |                 |
| ca. 1140-1160   | Maastricht, Sint-Servaasbasiliek (exterieur, oostfaçade)                                             | Arnold van Wied / Gerard van Are                               | vrij zeker                | serie van 20 kapitelen en twee leeuwenbasementen                   |                 |
| ca. 1140-1160   | Maastricht, Sint-Servaasbasiliek (interieur, westwerk)                                               | Arnold van Wied / Gerard van Are                               | zeker (groep A, B? en C)  | serie van 34 kapitelen                                             |                 |
| ca. 1140-1170   | Borgloon, Sint-Odulfuskerk (interieur)                                                               | Lodewijk I van Loon?                                           | vrij zeker                | timpaan, kapitelen en andere architectuurfragmenten                | geen afbeelding |
| ca. 1140-1175   | Eijsden-Breust, Sint-Martinuskerk                                                                    | kapittel van Sint-Martinuskerk (Luik)?                         | onzeker                   | latei met 3 medaillons                                             |                 |
| ca. 1145-1164   | Tongeren, Onze-Lieve-Vrouwebasiliek (kruisgang, noordzijde)                                          | proost van het Onze-Lieve-Vrouwekapittel of Hendrik van Leyen? | vrij zeker (groep B)      | 10 kapitelen                                                       |                 |
| ca. 1147-1151   | Schwarzrheindorf, Sint-Clemenskerk (dwerggalerij)                                                    | Arnold van Wied                                                | vrij zeker (groep B)      | serie van circa 65 kapitelen                                       |                 |
| kort na 1148(?) | Utrecht, Pieterskerk (interieur)                                                                     | proost van het Sint-Pieterskapittel(?)                         | vrij zeker                | 4 reliëfs van koorhek (elk 81 x 82 cm)                             |                 |
| ca. 1149-1158?  | Luik, Sint-Laurentiusabdijkerk (thans in Grand Curtius)                                              | abt Wazelin van Fexhe                                          | onzeker                   | reliëf "Vièrge de Dom Rupert"                                      |                 |
| ca. 1150?       | Maastricht, Onze-Lieve-Vrouwebasiliek (noordwestportaal)                                             | proost van het Onze-Lieve-Vrouwekapittel (Hubertus?)           | vrij zeker                | reliëf "Eed op de relieken"                                        |                 |
| ca. 1150-1160   | Essen, Dom van Essen                                                                                 | Hedwig van Wied?                                               | onzeker                   | enkele kapitelen                                                   |                 |
| ca. 1150-1165?  | Maastricht, Onze-Lieve-Vrouwebasiliek (exterieur, koorpartij)                                        | Hendrik van Leyen?                                             | zeker                     | serie van circa 40 kapitelen                                       |                 |
| ca. 1150-1165?  | Maastricht, Onze-Lieve-Vrouwebasiliek (interieur, kooromgang)                                        | Hendrik van Leyen?                                             | zeker                     | serie van 20 kapitelen                                             |                 |
| ca. 1150-1170   | Maastricht, Sint-Servaasbasiliek (kruisgang)                                                         | Gerard van Are / Christiaan I van Buch?                        | vrij zeker                | noordoost-, noordwest- en westportaal (met reliëf Majestas Domini) |                 |
| ca. 1150-1170   | Maastricht, Sint-Servaasbasiliek (interieur, westwerk)                                               | Gerard van Are / Christiaan I van Buch                         | vrij zeker (groep A en C) | westwerkaltaar (met dubbelreliëf)                                  |                 |
| ca. 1150-1170   | Sint Odiliënberg, Basiliek van de H.H. Wiro, Plechelmus en Otgerus (collectie Rijksmuseum Amsterdam) | proost van Sint Odiliënberg?                                   | vrij zeker (groep B)      | 2 reliëfs, 5 kapitelen, diverse fragmenten van een fries           |                 |
| ca. 1157-1162   | Eisenach Wartburg                                                                                    | Lodewijk II van Thüringen?                                     | zeker (groep A, B en C)   | circa 200 kapitelen                                                |                 |
| ca. 1170-1180   | Maastricht, Sint-Servaasbasiliek (Bergportaal)                                                       | Garsendonius van Mantua?                                       | onzeker                   | latei, timpaan en 2 binnenste archivolten                          |                 |
| ca. 1175-1200   | Eisenach Sint-Nicolaaskerk (interieur)                                                               | Lodewijk III van Thüringen?                                    | zeker (groep A)           | 1 figuratief kapiteel                                              |                 |

## Varia
- In het Roermondse Cuypershuis bevindt zich een gipsafgietsel van het Heimokapiteel (objectnr. 4741), vervaardigd in de periode 1887-1917 in de werkplaatsen van de architect Pierre Cuypers in Roermond.[54]
- In de Maastrichtse buurt Mariaberg is sinds 1917 een straat naar Heimo genoemd, de Heimoweg, in een omgeving waar de meeste straten naar ambachten en ambachtslieden zijn genoemd.[55]